# Jafar Arias
Jafar Aurelio Miguel Arias (Willemstad, 16 juni 1995) is een Nederlands-Curaçaos voetballer die doorgaans als aanvaller speelt.

## Loopbaan
Arias werd geboren op Curaçao, maar verhuisde al op 1-jarige leeftijd met zijn familie naar Nederland en groeide op in Apeldoorn. Als jeugdspeler van AGOVV maakte hij in 2012 de overstap naar FC Groningen. Daar maakte hij tijdens een thuiswedstrijd tegen PSV op 23 november 2014 ook zijn debuut in het betaalde voetbal, als invaller in de 81e minuut voor Yoëll van Nieff. Aan het einde van zijn eerste seizoen in de hoofdmacht vertrok hij naar FC Dordrecht. Na drie seizoenen in Dordrecht klopte FC Emmen bij hem aan. Ondanks een nog één jaar doorlopend contract bij FC Dordrecht slaagde de kersverse eredivisionist er in om hem voor de duur van twee jaar vast te leggen. In zijn eerste seizoen was hij daar nog goed voor vier treffers, maar in zijn tweede seizoen bleef de teller op nul steken. Begin mei 2020 maakte de Drentse club bekend dat zijn aflopende verbintenis niet zou worden verlengd. Anderhalve week later tekende de aanvaller bij VVV-Venlo een contract voor een seizoen met de optie voor nog een jaar. Bij zijn debuut namens de Venlose eredivisionist scoorde Arias uitgerekend in een uitwedstrijd tegen zijn oude club FC Emmen, als invaller in de slotfase voor Giorgos Giakoumakis, direct een doelpunt en bracht daarmee de 3-5 eindstand op het scorebord. Hij verloor de concurrentiestrijd met de trefzekere Griekse spits en Arias moest vooral genoegen nemen met invalbeurten. Na de degradatie in 2021 besloot VVV de optie in zijn contract niet te lichten en na een seizoen alweer afscheid van hem te nemen. Eind augustus 2021 verkaste Arias transfervrij naar Roemenië, waar hij een contract tekende bij FC Argeș Pitești voor een seizoen met een optie voor een extra jaar. Zijn contract werd niet verlengd en in oktober 2022 sloot de transfervrije spits aan bij Helmond Sport waar hij eveneens een contract tekende voor een seizoen met een optie voor een extra jaar. Die optie werd niet gelicht en Arias vertrok in augustus 2023 naar Manfredonia Calcio uit de Serie D. Zijn verblijf in Italië duurde maar kort. Eind januari 2024 verkaste Arias naar Denemarken, waar hij een contract tekende bij HB Køge.

## Clubstatistieken
| Seizoen                                | Club            | Competitie      | Competitie | Competitie | Beker | Beker | Internationaal | Internationaal | Playoffs | Playoffs | Totaal | Totaal |
| Seizoen                                | Club            | Competitie      | Wed.       | Dlp.       | Wed.  | Dlp.  | Wed.           | Dlp.           | Wed.     | Dlp.     | Wed.   | Dlp.   |
| -------------------------------------- | --------------- | --------------- | ---------- | ---------- | ----- | ----- | -------------- | -------------- | -------- | -------- | ------ | ------ |
| 2014/15                                | FC Groningen    | Eredivisie      | 2          | 0          | 0     | 0     | 0              | 0              | —        | —        | 2      | 0      |
| 2015/16                                | FC Dordrecht    | Eerste divisie  | 24         | 0          | 2     | 0     | —              | —              | —        | —        | 26     | 0      |
| 2016/17                                | FC Dordrecht    | Eerste divisie  | 8          | 3          | 1     | 0     | —              | —              | —        | —        | 9      | 3      |
| 2017/18                                | FC Dordrecht    | Eerste divisie  | 31         | 10         | 1     | 0     | —              | —              | 4        | 1        | 36     | 11     |
| 2018/19                                | FC Emmen        | Eredivisie      | 33         | 4          | 2     | 0     | —              | —              | —        | —        | 35     | 4      |
| 2019/20                                | FC Emmen        | Eredivisie      | 17         | 0          | 1     | 0     | —              | —              | —        | —        | 18     | 0      |
| 2020/21                                | VVV-Venlo       | Eredivisie      | 29         | 4          | 4     | 3     | —              | —              | —        | —        | 33     | 7      |
| 2021/22                                | Argeș Pitești   | Liga 1          | 19         | 2          | 3     | 0     | —              | —              | —        | —        | 22     | 2      |
| 2022/23                                | Helmond Sport   | Eerste divisie  | 24         | 1          | 0     | 0     | —              | —              | —        | —        | 24     | 1      |
| 2023/24                                | Manfredonia     | Serie D         | 0          | 0          | 0     | 0     | —              | —              | —        | —        | 0      | 0      |
| 2023/24                                | HB Køge         | 1. division     | 13         | 4          | 0     | 0     | —              | —              | —        | —        | 13     | 4      |
| 2024/25                                | HB Køge         | 1. division     | 17         | 5          | 3     | 3     | —              | —              | —        | —        | 20     | 8      |
| Carrière totaal                        | Carrière totaal | Carrière totaal | 217        | 33         | 17    | 6     | 0              | 0              | 4        | 1        | 238    | 40     |
| Bijgewerkt tot en met 25 december 2024 |                 |                 |            |            |       |       |                |                |          |          |        |        |

## Interlands
| Interlands van Jafar Arias        | Interlands van Jafar Arias | Interlands van Jafar Arias   | Interlands van Jafar Arias | Interlands van Jafar Arias | Interlands van Jafar Arias | Interlands van Jafar Arias | Interlands van Jafar Arias |
| Team (№ interlands)               | Datum                      | Wedstrijd                    | Uitslag                    | Soort Wedstrijd            | Doelpunten                 |                            |                            |
| Als speler bij FC Emmen           | Als speler bij FC Emmen    | Als speler bij FC Emmen      | Als speler bij FC Emmen    | Als speler bij FC Emmen    | Als speler bij FC Emmen    | Als speler bij FC Emmen    | Als speler bij FC Emmen    |
| --------------------------------- | -------------------------- | ---------------------------- | -------------------------- | -------------------------- | -------------------------- | -------------------------- | -------------------------- |
| 1.                                | 5 juni 2019                | Curaçao – India              | 3–1                        | Vriendschappelijk          | 0                          |                            |                            |
| 2.                                | 8 juni 2019                | Curaçao – Vietnam            | 1–1 (w.n.s.)               | Vriendschappelijk          | 0                          |                            |                            |
| 3.                                | 17 juni 2019               | Curaçao - El Salvador        | 0-1                        | Gold Cup                   | 0                          |                            |                            |
| 4.                                | 21 juni 2019               | Honduras - Curaçao           | 0-1                        | Gold Cup                   | 0                          |                            |                            |
| 5.                                | 25 juni 2019               | Jamaica - Curaçao            | 1-1                        | Gold Cup                   | 0                          |                            |                            |
| 6.                                | 30 juni 2019               | Verenigde Staten - Curaçao   | 1-0                        | Gold Cup                   | 0                          |                            |                            |
| 7.                                | 8 september 2019           | Curaçao - Haïti              | 1-0                        | Nations League             | 0                          |                            |                            |
| Als speler bij Helmond Sport      |                            |                              |                            |                            |                            |                            |                            |
| 8.                                | 13 juni 2023               | Puerto Rico – Curaçao        | 0–0                        | Vriendschappelijk          | 0                          |                            |                            |
| Als speler bij Manfredonia Calcio |                            |                              |                            |                            |                            |                            |                            |
| 9.                                | 8 september 2023           | Trinidad en Tobago – Curaçao | 1–0                        | Nations League             | 0                          |                            |                            |
| 10.                               | 11 september 2023          | Martinique – Curaçao         | 1–0                        | Nations League             | 0                          |                            |                            |
| 11.                               | 13 oktober 2023            | Curaçao – Panama             | 1–2                        | Nations League             | 0                          |                            |                            |
| 12.                               | 17 november 2023           | Curaçao – El Salvador        | 1–1                        | Vriendschappelijk          | 0                          |                            |                            |
| 13.                               | 21 november 2023           | Curaçao – El Salvador        | 1–1                        | Vriendschappelijk          | 0                          |                            |                            |